# 柯瑞·哈特
柯瑞·哈特（英語：Corey Hart，1962年5月31日—），出生於加拿大魁北克省蒙特利尔，是一位加拿大歌手、音樂家和作曲家，以其熱門單曲〈Sunglasses at Night〉、〈Never Surrender〉和〈It Ain't Enough〉而聞名。
他在全球售出了超過1600萬張唱片，並創下了9首美國告示牌前40名熱門歌曲。在加拿大，在超過35年的音樂產業生涯中，哈特的30張唱片躋身前40名熱門專輯，其中11張進入前10名。哈特於1984年獲得格萊美獎最佳新人獎提名，入選加拿大音樂名人堂和加拿大星光大道，並多次得到朱諾音樂獎提名和獲獎。他也曾獲得美國作曲家、作家和發行商協會（ASCAP）和加拿大作曲家、作家和音樂出版商協會（SOCAN）的榮譽。